# Golfo di Paria
Il golfo di Paria (in spagnolo Golfo de Paria) è situato fra l'isola di Trinidad (Trinidad e Tobago) e la costa orientale del Venezuela, sul lato occidentale del delta del fiume Orinoco. Poco profondo, ha dimensioni pari a 7800 km2 ed è considerato uno dei migliori approdi naturali della costa atlantica del continente americano.
Originariamente gli venne dato, da Cristoforo Colombo, il nome di Golfo de la Ballena ma nel XIX secolo l'intensa caccia ai cetacei li eliminò dalla regione.
Il golfo di Paria è collegato a nord con il Mar dei Caraibi tramite uno stretto chiamato Bocas del Dragón compreso tra la penisola di Paria (in Venezuela) e la penisola di Chaguaramas. Lo stretto chiamato Bocca del Serpente, tra la penisola di Cedros e il delta dell'Orinoco, lo collega invece a sud con il Canale di Colombo.